# Anita Jordán
Anita Jordán (n. Santa Fe, Argentina; 20 de noviembre de 1917 - f. 20 de marzo de 1946) fue una actriz de cine, radio y teatro argentina.

## Carrera
Damita joven por excelencia se destacó brillantemente durante la época de oro del cine argentino junto con destacadas figuras del momento. Fue dirigida por importantes directores como Mario Soffici y Leopoldo Torres Ríos.
Trabajó junto a figuras señeras como José Gola, Luis Arata y Amelia Bence. Su trabajo más destacado es la Balbina de El inglés de los güesos, ópera prima de Carlos Hugo Christensen, donde secundó a Arturo García Buhr.
En teatro integró la compañía de comedias encabezada por Luis Arata, donde presentó varias comedias durante 1939 y 1940.También formó una compañía con Luis Alberto Negro, Malisa Zini y Domingo Márquez en el Teatro Solís.
En su vida privada mantuvo un romance con el actor José Gola.

## Fallecimiento
La joven actriz Anita Jordán murió el 20 de marzo de 1946 en el Instituto del Cáncer en la ciudad de Buenos Aires. A su entierro asistió su gran amiga la actriz y primera dama Eva Duarte, quien se reunió con sus antiguos camaradas de la farándula para despedir los restos de quien fuera una de sus primeras compañeras de pensión. Jordán tenía tan solo 28 años.

## Filmografía
- Centauros del pasado (1944)
- Sendas cruzadas (1942)
- El inglés de los güesos (1940)
- La carga de los valientes (1940)
- Giácomo (1939)

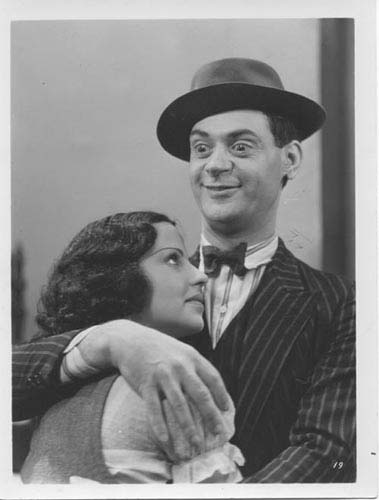
Anita Jordán y Luis Sandrini en Loco lindo.

- La vuelta al nido (1938) .... Luisita
- El forastero (1937)
- Loco lindo (1936) .... Carmencita
- La barra mendocina (1935)
- Mañana es domingo (1934) .... Tita

## Radioteatro
- Almas contra el mar, junto a Horacio Torrado. Emitido por Radio El Mundo.

## Teatro
- 1940: El señor maestro
- 1939: La hermana Josefína, con Luis Arata, Miguel Ligero, María Esther Paonessa, Carlos Belucci y Malva Castelli.

## Radioteatro
- Almas contra el mar, junto a Horacio Torrado, por Radio El Mundo.